# Primarna atmosfera
Primarna atmosfera je atmosfera nekog planeta koja nastaje nakupljanjem plinovite materije iz akrecijskog diska matične zvijezde. Planeti poput Jupitera i Saturna imaju primarne atmosfere. Primarne atmosfere vrlo su guste u usporedbi sa sekundarnim atmosferama poput one koja se nalazi na Zemlji. Primarna atmosfera ne postoji na stjenovitm planetima zbog kombinacije površinske temperature, mase atoma i brzine oslobođanja planeta.